# Charles Goodyear

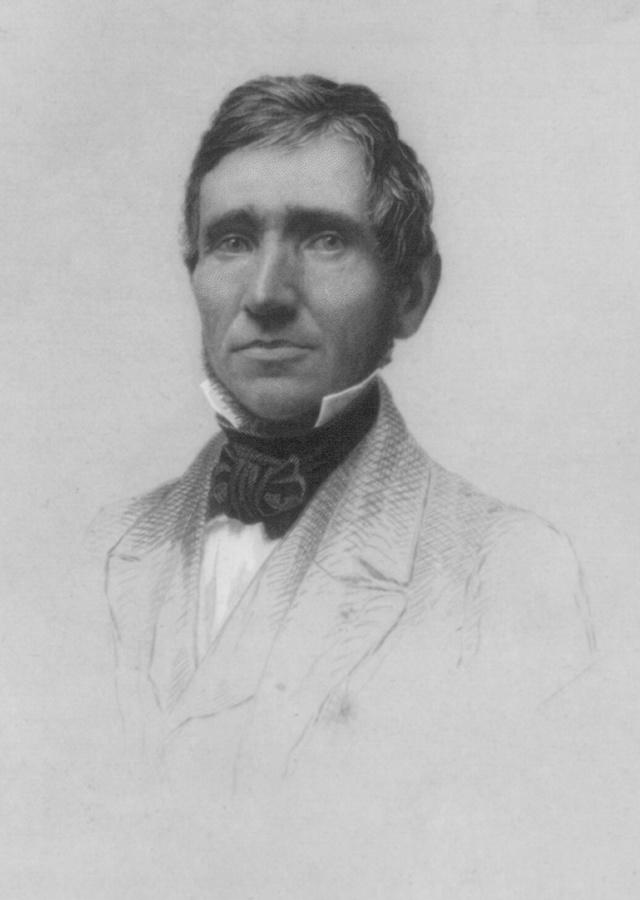
Charles Goodyear

Charles Nelson Goodyear (* 29. Dezember 1800 in New Haven, Connecticut; † 1. Juli 1860 in New York) war ein US-amerikanischer Chemiker, Erfinder und Amateurforscher. Goodyear führte die Vulkanisation des Kautschuks in die Fertigung ein und schuf damit die Grundlagen für die heutige Kautschukindustrie. Er ist der Erfinder des Hartgummis.

## Leben
Charles Goodyear war das älteste von sechs Kindern des Landmaschinenherstellers Amasa Goodyear (1772–1841) und dessen Ehefrau Cynthia geb. Bateman (1774–1845). Mit 17 Jahren erhielt er eine Anstellung in dem großen Handelshaus Rogers Brothers in Philadelphia. 1821 kehrte er jedoch in seine Heimatstadt zurück und wurde Geschäftspartner im Unternehmen seines Vaters. 1824 heiratete Charles Goodyear die ebenfalls in New Haven lebende Clarissa Beecher (1804–1853). Zwei Jahre später eröffnete er in Philadelphia ein Einzelhandelsgeschäft für Eisenwaren, in dem er die Produkte seines Vaters verkaufte.
Charles Goodyears Gesundheit verschlechterte sich durch den jahrelangen Umgang mit Bleioxiden, während er in zwei Bänden die Erfahrungen seines Lebens festhielt, von denen zwölf Exemplare gedruckt wurden. Im Jahre 1860, sechs Monate vor seinem 60. Geburtstag, starb Goodyear.

## Werk

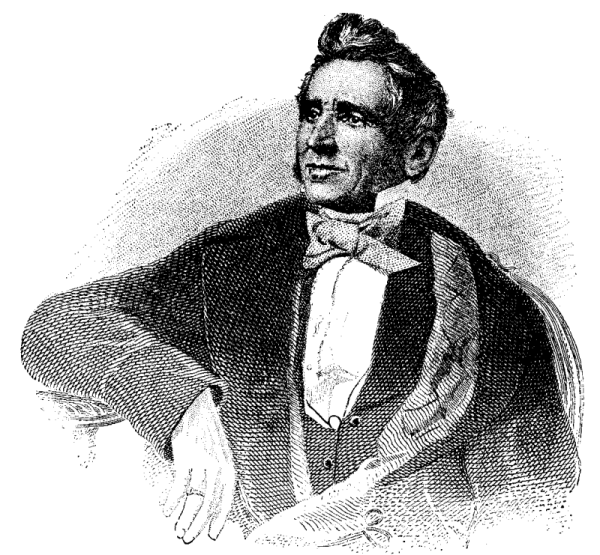
Charles Goodyear

Goodyear experimentierte wie viele andere Tüftler und Unternehmer seiner Zeit mit Kautschuk. Er war fest davon überzeugt, dass seine Experimente von geschäftlichem Erfolg gekrönt sein würden. Sein erstes Werk zur Produktion wasserfester Gummi-Artikel gründete er 1833 in Roxbury, Massachusetts. Doch der Kautschuk erwies sich bei Hitze als weich und klebrig, bei Kälte als brüchig. Goodyear, in Sachen Chemie Autodidakt, suchte nach einer Methode, ihn unempfindlich gegenüber extremen Temperaturen zu machen. Nachdem er dem Kautschuk die verschiedensten Materialien und Chemikalien hinzugefügt hatte, kam er 1839 durch einen berühmten „wissenschaftlichen Zufall“ zu einer Lösung: Eine Schwefel-Kautschuk-Mischung fiel auf eine heiße Herdplatte, und das Ergebnis war eine trockene und dauerhaft elastische Substanz. Der mit Schwefel vermischte Kautschuk verwandelte sich bei Erhitzung in einen neuen Stoff, in Gummi. Damit hatte Goodyear die Vulkanisation entdeckt.
Goodyear gründete eine Firma zur Entwicklung von Gummischuhen und produzierte in der Goldgräberzeit nachgefragte Produkte wie zum Beispiel Zelte. Am 15. Juni 1844 wurde ihm vom United States Patent Office das Patent Nummer 3633 zum Vulkanisieren von Gummi erteilt. Es beschrieb die Verwandlung von Naturkautschuk in Gummi. Goodyear nannte seine Erfindung „metallic gum elastic composition“. Um die Urheberschaft an der Erfindung entbrannte anschließend ein erbitterter Kampf zwischen Goodyear und seinem Konkurrenten Horace Day, der in einem der bekanntesten Gerichtsprozesse des 19. Jahrhunderts mündete.
Ein weiterer Fortschritt gelang Goodyear mit der Fabrikation von Hartgummi um 1850.
Im Jahre 1851 wurde Goodyear zur ersten Weltausstellung nach London eingeladen und stellte dort Möbel und Haushaltsgegenstände aus Gummi vor. Goodyear investierte 50.000 Dollar in eine Neuausstellung in Paris, zu der auch Napoléon III. kam; dort wurde ihm als Auszeichnung für den Ehrenpavillon (mit Gummivorhängen) und ein weiteres Objekt das Kreuz der französischen Ehrenlegion verliehen.
1855 stellte Goodyear das erste Gummi-Kondom her, das 1870 mit zwei Millimetern Dicke und vernäht serienmäßig produziert wurde.
Als Geschäftsmann war er wenig erfolgreich. Trotz der vor allem für die spätere Autoindustrie bedeutsamen Patente blieb Goodyear, der mehrmals zu Haftstrafen verurteilt wurde, weil er seine Schulden nicht zurückzahlen konnte, bis zu seinem Tod mittellos. Eine Zeitung schrieb einmal über ihn: „Wenn ihr einen Mann seht, in Schuhen, mit Mantel und Hut aus Kautschuk, aber ohne einen Cent in der Tasche, dann habt ihr Charles Goodyear vor euch.“

## Nachruhm
38 Jahre nach dem Tod Charles Goodyears benannten Frank und Charles Seiberling ihre neu gegründete Firma ihm zu Ehren in Goodyear Tire & Rubber Company, bis heute einer der weltweit führenden Reifenhersteller.